# گسل کازرون
گسل کازرون از گسل‌های فعال و یکی بزرگ‌ترین گسل‌های عرضی راستا لغز راست‌گرد در زاگرس است که با طول نزدیک به ۲۳۵ کیلومتر از شمال تا گسیختگی دنا و از جنوب تا خلیج فارس ادامه دارد. این گسل ضمن کنترل مرز باختری حوضه نمکی هرمز، بر رسوبات زاگرس و رسوبات جوان کواترنری نیز اثرگذار بوده، به گونه‌ای که ساختارهای زاگرس را با جهت راست‌گرد خمیده و جابه‌جا کرده‌است؛ که در منطقه کازرون و برازجان این خمش چشم‌گیر است.
گسل کازرون مرز سه پهنه ساختاری ایذه، فروافتادگی دزفول و فارس را شامل می‌شود.
گسل کازرون در ۱۵ کیلومتری غرب این شهرستان قرار دارد. شواهد نشان می‌دهد که این گسل با راستای تقریباً شمالی–جنوبی یا شمال شمال‌غربی–جنوب جنوب‌شرقی دارای حرکت راست‌گرد جزئی است. روندهای زمین‌ساختی در شمال خلیج فارس نشان می‌دهد که خط مرزی سکوی عربستان و واحد زاگرس به‌وسیله این گسل در جهت راست‌گرد جابه‌جا شده‌است. گسل کازرون مرز غربی گسترش حوضه تبخیری پرکامبرین پسین–کامبرین ایران را تشکیل می‌دهد و در طول آن دو گنبد نمکی رخنمون دارد.

## لرزه‌خیزی
نبود داده‌های ریزلرزه‌ای و کمبود کانون زمین‌لرزه، نشان‌دهنده عدم فعالیت جدید گسل کازرون است؛ اما زمین‌لرزه‌های ژانویه ۱۹۶۷ و اکتبر ۱۹۷۱ در بخش جنوبی گسل کازرون، نشان‌گر فعالیت بخشی از گسل کازرون در دوره کواترنری است.